# Амбрим
Амбрим (англ. Ambrym) — остров в Тихом океане в архипелаге Новые Гебриды. Входит в состав государства Вануату. Занимает пятое место по площади среди островов Вануату. Известен благодаря чрезвычайно высокой вулканической активности и образовавшимся лавовым озёрам. Вместе с соседним островом Малакула и несколькими более маленькими островами, образует провинцию Малампа.

## География

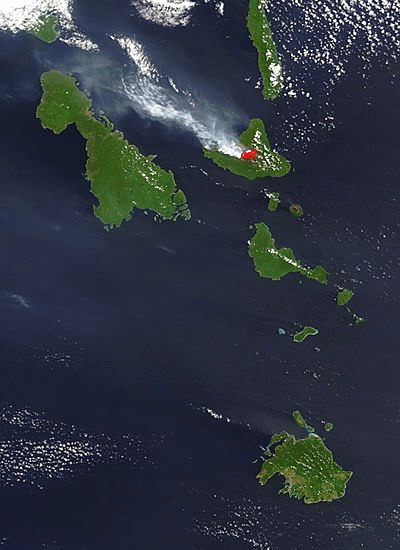
Выброс пепла из вулкана Амбрим (фото со спутника, 4 октября 2004 года)

Остров Амбрим находится в центральной части архипелага Новые Гебриды и расположен примерно в 170 км к северу от столицы Вануату, города Порт-Вила, и примерно в 1200 км к северо-востоку от Австралии. С восточной стороны остров омывается Тихим океаном, с других сторон — Коралловым морем.
Амбрим имеет характерную треугольную форму. Длина острова с востока на запад составляет 43 км, с севера на юг — 30 км. Амбрим расположен в зоне высокой вулканической активности, где сталкиваются Тихоокеанская и Австралийская литосферные плиты. Сам остров представляет собой гигантский щитовидный вулкан.
На Амбриме находятся два активных вулканических конуса, Бенбоу и Марум, которые достигают высоты до 1300 м. Примерно в 50 году нашей эры произошло крупнейшее извержение вулкана плинианского типа. В центре острова превалирует массивная 1900-летняя кальдера размерами 12х8 км, которая вмещает многочисленные кратеры; дно кальдеры — покрытая пеплом равнина, бесплодная из-за естественных кислотных дождей. Побережье Амбрима покрыта тропической растительностью. На значительной части острова высажены кокосовые пальмы.
Климат на Амбриме влажный тропический. Среднегодовое количество осадков составляет около 2500 мм.

## История
Острова Вануату были заселены примерно 2000 лет назад в ходе миграции населения через Соломоновы острова из северо-западной части Тихого океана и Папуа — Новой Гвинеи. Колонизация островов осуществлялась в ходе длительных морских плаваний на больших каноэ, которые могли вместить до 200 человек.
Остров Амбрим был открыт в 1768 году французским путешественником Луи Антуаном де Бугенвилем. Спустя шесть лет мимо острова проплыл английский мореплаватель Джеймс Кук. Путешественник сделал вывод, что острова Пентекост и Амбрим, открытые Бугенвилем, являются самостоятельными островами (ранее это не было известно), а на острове Амбрим есть два активных вулкана.
В марте 1906 года Амбрим, как и другие острова Новых Гебрид, стали совместным владением Франции и Британии, то есть архипелаг получил статус англо-французского кондоминиума.
30 июня 1980 года Новые Гебриды получили независимость от Великобритании и Франции, и остров Амбрим стал территорией Республики Вануату.

## Население
Численность населения острова Амбрим составляет 7 275 человек (2009). Крупнейший населённый пункт — деревня Эас, всего на острове их 35, включая Фанла, Нефа, Олал, Крейг-Коув, Лалинда и Баиап. Основное занятие местных жителей — сельское хозяйство. На Амбриме развито плантационное хозяйство (выращивают кокосовую пальму для производства копры).
Основными языками общения на острове являются бислама, французский и английский, хотя также используются местные языки:
- дакака (600 носителей в 1983 году; распространён в южной части острова),
- лонволвол (600 носителей в 1983 году; распространён в западной части острова, а также в деревне Маат на острове Эфате),
- порт-вато (750 носителей в 1983 году; распространён в юго-западной части острова),
- северный амбрим (2850 носителей в 1983 году; распространён в северной части острова),
- юго-восточный амбрим (1800 носителей в 1983 году; распространён в юго-восточной части Амбрима; имеет четыре диалекта)[8].

## Культура
Остров Амбрим имеет богатые культурные традиции. Например, с 1 сентября по 31 декабря (период роста ямса) в северной части острова запрещено охотиться и заниматься рыбалкой. Широко известные местные танцы, а именно, ром. Во время его исполнения танцоры надевают цветные маски, а сам танец сопровождается игрой на там-там, или огромном деревянном гонге.